# Dia de fer preguntes estúpides
El dia de fer preguntes estúpides (en anglès Ask a Stupid Question Day) és un dia festiu que de vegades se celebra als Estats Units, normalment per estudiants i professors de l'escola. Tot i que la data predeterminada del Dia de preguntes estúpides és el 28 de setembre, a la pràctica se sol observar l'últim dia escolar de setembre.

## Origen
Aquesta festa va ser creada pels professors a la dècada de 1980 per animar els alumnes a fer més preguntes a l'aula. Segons HolidayInsights, "En aquell moment, hi va haver un moviment dels professors per intentar que els nens fessin més preguntes a l'aula. De vegades, els nens s'aguanten, tement que la seva pregunta fos titllada d'estúpida, i preguntar-la provoqués un ridícul, i els altres alumnes es burlessin d'ells".

## Impacte internacional
L'any 2009, The Daily Telegraph va informar que el dia s'estava celebrant a la Gran Bretanya. I també s'ha informat la celebració a l'Índia, segons el diari The Hindu.